# コリー・モンティス
コリー・アラン・モンティス（Cory Allan Michael Monteith、1982年5月11日 - 2013年7月13日 ）は、カナダ出身の俳優、歌手である。フォックス放送のテレビドラマ『glee/グリー』のフィン・ハドソン役で知られていた。発音は「コーリー・モンテース」の方が近い。

## 来歴

### 生い立ち
カルガリー生まれ。俳優になる前は、ナナイモのウォルマートの店員、タクシー運転手、スクールバス・ドライバーと施工人として働いていた 。
幼い頃に両親は離婚し、モンティスは中学3年生で中退したため、高校には全く行ったことがない。その理由について彼は、「（中退したことは）僕のためにならなかったよ。なんで勉強しなきゃならないのか、小6から中1ぐらいから理解できなくなった。ちょっと理由があって、反抗的な気分になっていたのさ」と述べている。
Twitterのページでは、自分は「でかくて不器用なカナダ人」と発言している。特技はドラム。

### 『glee/グリー』出演時
2009年に放送を開始した『glee/グリー』にフィン・ハドソン役として出演し、一躍その名を高めることになった。同年のティーン・チョイス・アワードでは新人スター男性部門にノミネート。2010年のティーン・チョイス・アワードではテレビコメディ俳優部門でノミネート。2011年は同部門で受賞を果たした。
フィン役を演じる以前は歌の経験は殆どなかったが、『glee/グリー』では多くの歌を披露している。ソロで披露した「Jessie's Girl」はオーストラリアでゴールドに認定された。初回で登場した「ドント・ストップ・ビリーヴィン」はオーストラリアとアメリカでゴールドとプラチナを記録している。

## 私生活
死亡当時は『glee/グリー』で恋人役を演じているリア・ミシェルと交際していた。一時、歌手のテイラー・スウィフトとの交際が報じられたことがある。

## 死去
2013年7月13日、カナダのバンクーバーにあるホテルの部屋で死亡しているのが発見された。31歳没。
地元警察の発表によると、遺体のそばからは麻薬の残留物が付着したスプーンと使用済みの注射器、および空になったシャンパンのボトル2本が発見されたという。最終検死報告書による正式な死因は「静脈注射によるヘロインの使用とアルコール摂取による混合薬物中毒」となっている。年の初めに薬物依存症の治療のためのリハビリ施設に入所し、4月に退院していた後のことであった。報告書には、リハビリ施設に入っていたことが麻薬の耐性を下げ、これが過剰摂取につながった可能性があるとしている。
モンティスの急逝に伴い『glee/グリー』の脚本が書き換えられることが決定し、第5シーズン第3話「大好きだったフィンへ (The Quarterback)」でフィンの死も描かれることになった。しかし、第5シーズン撮影開始時は既にモンティスは死亡していたため、実質的にフィンが作中に登場するのは第4シーズン第19話「夢に向かって (Sweet Dreams)」が最後となる。フィンが登場する最後のパフォーマンスは、第1シーズン第1話でも歌われた「ドント・ストップ・ビリーヴィン」であった。

## 出演作

### 映画
- Killer Bash  (2005)
- ルール 封印された都市伝説 - ポール・ズッカーマン (2006)
- ファイナル・デッドコースター - カヒル (2006)
- ライトアップ! イルミネーション大戦争 - マディソンズ・デイト (2006)
- DAEDLY WATER - クラーケン・フィールド HAKAISHIN - マイケル (2006)
- ホワイト・ノイズ2 - スクーター・ガイ(2007)
- Gone (short) - デービス・カルダー (2007)
- 臨死 - ジミー (2007)
- ウィスパー - 10代の少年 (2007)
- Breaking the Girl - ベルーシ (2010)
- 恋するモンテカルロ - オーウェン (2011)

### テレビ番組
- スターゲイト アトランティス- ジェニー・プライベート (1話分, 2004)
- キラー・ゲーム　～呪われた鬼ごっこ～ Killer Bash (テレビ映画) - ダグラス・ウェイラン・ハート (2005)
- Young Blades - マルセル・ル・ルエ (1話分, 2005)
- スーパーナチュラル - ゲイリー (1話分, 2005)
- 異常犯罪捜査班S.F.P.D. - ウィンドサーファー・ボブ (1話分, 2005)
- Whistler - リップ・リング (1話分, 2006)
- スターゲイト SG-1 - 若き頃のミッチェル (1話分, 2006)
- クラーケンフィールド／HAKAISHIN - Kraken: Tentacles of the Deep (テレビ映画) - マイケル (2006)
- Hybrid (テレビ映画) - アーロン・スキャッティー (2007)
- カイルXY - チャーリー・タナー (7話分, 2006-2007)
- フラッシュ・ゴードン Flash Gordon - イアン・フィンリー (1話分, 2007)
- Kaya (テレビシリーズ) - グンナー (10話分, 2007)
- Fear Itself - ジェームズ (1話分, 2008)
- The Boy Next Door - ジェイソン (テレビ映画, 2008)
- Mistresses - ジェイソン (テレビ映画, 2009)
- The Assistants - シェーン・ベーカー (1話分, 2009)
- glee/グリー - フィン・ハドソン (2009 - 2013)

## ディスコグラフィー

### シングル
| 2009 | "Can't Fight This Feeling"                       | –  | – | –  | – | Glee: The Music, Volume 1 |
| 2009 | "I'll Stand by You"                              | 73 | – | 65 | – | Glee: The Music, Volume 2 |
| 2009 | "(You're) Having My Baby"                        | –  | – | –  | – | Glee: The Music, Volume 2 |
| 2009 | "—" はチャート圏外か、リリースされていないもの。 |    |   |    |   |                           |

### フィーチャーシングル
| 2009                                             |     |    |    |    |    |                           |
| "Don't Stop Believin'"                           | 4   | 5  | 50 | 4  | 2  | Glee: The Music, Volume 1 |
| "Gold Digger"                                    | –   | 59 | –  | 15 | 25 | Glee: The Music, Volume 1 |
| "Push It"                                        | –   | 60 | –  | 35 | –  | Glee: The Music, Volume 1 |
| "Somebody to Love"                               | 28  | 65 | 33 | –  | 17 | Glee: The Music, Volume 1 |
| "It's My Life / Confessions, Pt. II"             | 30  | 22 | 25 | –  | 6  | Glee: The Music, Volume 1 |
| "No Air"                                         | 65  | 52 | 65 | –  | –  | Glee: The Music, Volume 1 |
| "Keep Holding On"                                | 56  | 56 | 58 | –  | –  | Glee: The Music, Volume 1 |
| "Proud Mary"                                     | –   | –  | –  | –  | –  | Glee: The Music, Volume 1 |
| "Lean on Me"                                     | 50  | –  | –  | –  | –  | Glee: The Music, Volume 2 |
| "Imagine"                                        | 67  | –  | 49 | –  | –  | Glee: The Music, Volume 2 |
| "Hair" / "Crazy in Love"                         | –   | –  | –  | –  | –  | Glee: The Music, Volume 2 |
| "Jump"                                           | 104 | –  | –  | –  | –  | Glee: The Music, Volume 2 |
| "Smile (リリー・アレン)"                         | 114 | –  | –  | –  | –  | Glee: The Music, Volume 2 |
| "Smile (チャールズ・チャップリン)"               | 102 | –  | –  | –  | –  | Glee: The Music, Volume 2 |
| "You Can't Always Get What You Want"             | –   | –  | –  | –  | –  | Glee: The Music, Volume 2 |
| "My Life Would Suck Without You"                 | 51  | –  | –  | –  | –  | Glee: The Music, Volume 2 |
| "Last Christmas"                                 | 63  | –  | –  | –  | –  | Last Christmas - Single   |
| "—" はチャート圏外か、リリースされていないもの。 |     |    |    |    |    |                           |

## 参照
1. ↑  Shawna Malcolm (2011年6月26日). “Cory Monteith's Turning Point”.   parade.com. 2011年8月9日閲覧。
2. ↑  Derek Jory (2011年5月16日). “Cory Monteith – The Canadian Charger”.   Canucks.nhl.com. 2011年5月17日閲覧。
3. ↑  Strachan, Alex (2009年8月28日). “Cory Monteith is gleeful about Glee”. Vancouver Sun.  Canada:  Canwest Publishing Inc.. 2010年1月14日時点のオリジナルよりアーカイブ。2010年5月3日閲覧。
4. ↑  Staff. “Cory Monteith Biography”.   People Magazine. 2012年6月10日閲覧。
5. ↑  Staff. “Proud Oromocto father tunes in every week to watch his son Cory Monteith on hit show 'Glee'”.   Glee Club Livejournal. 2012年6月10日閲覧。
6. ↑  31歳で世を去った『Glee』主役、コリー・モンティスの悲劇
7. ↑  “ARIA Charts - Accreditations - 2010 Singles”.  オーストラリアレコード産業協会(ARIA). 2017年1月1日閲覧。
8. ↑  http://www.hollywoodlife.com/2012/04/06/lea-michele-cory-monteith-dating-real-life-public/
9. ↑  “「Glee」フィン役コーリーさん、遺体のそばにスプーンと注射器…最終検死の内容が判明” (2013年10月4日). 2013年12月11日閲覧。
10. ↑  Stephen M. Silverman (2013年7月14日). “Glee Star Cory Monteith Dies at 31”.   people.com. 2013年7月14日閲覧。

## 外部サイト
- コリー・モンティス - IMDb（英語）
- コリー・モンティス (@CoryMonteith) - X（旧Twitter）